# Pool bit boys
pool bit boys（プール・ビット・ボーイズ）は、日本の男性2人組音楽ユニット。
略称としてPB2が用いられる場合もある。グループ名は、コンピューターにおける情報の基本単位「bit」=かけら、「pool」=ためるなどから「少年のキラキラ感をためる」という意味と、ポケベル世代の2人ということで「p.b（ポケベル）少年」などの意味を込めて、音楽プロデューサーの浅倉大介が命名した。

## 来歴
テレビ東京系列のバラエティ番組『ASAYAN』の企画「男性ヴォーカリストオーディション」から誕生。
浅倉大介プロデュースで、1997年12月3日にシングル「SPIRAL」にてavex tuneよりメジャー・デビュー。
当時の所属事務所はスタッツ。その後DRIVE MUSICへ移籍した。
2001年12月31日解散。
解散までにシングル7枚、オリジナル・アルバム2枚、ベスト・アルバム1枚を発表。

### 解散後の動向
ボーカリストのKINJIはタイで2005年まで音楽活動を行っていたが、ニューヨークへ活動拠点を移したのち米国の大学に進学。翻訳学の博士号を取得し、米国で大学教員として日本語を教えている。
ギタリストのDANは2006年からハワイアンフォーク歌手として音楽活動を継続中。

## メンバー
- KINJI（キンジ、1975年9月20日 - ）本名：伊藤欣司（いとう きんじ）。
  - ボーカル担当。山口県出身。血液型A型。山口県立小野田高等学校卒業。[要出典]

- DAN（ダン、1980年8月16日 - ）本名：永井康貴（ながい やすたか）。
  - ギター・ラップ担当。ハワイ出身。血液型O型。
  - 長くアメリカで生活していた帰国子女。デビュー当時は日本語があまり話せなかった。

## ディスコグラフィ

### シングル
|     | 発売日         | タイトル           | 楽曲制作                                            | 最高位 | 収録アルバム  |
| --- | -------------- | ------------------ | --------------------------------------------------- | ------ | ------------- |
| 1st | 1997年12月3日  | SPIRAL             | 作詞：井上秋緒 作曲：浅倉大介 編曲：浅倉大介        | 20位   | POOL BIT BOYS |
| 2nd | 1998年1月28日  | SUNSHINE           | 作詞：井上秋緒 作曲：浅倉大介 編曲：浅倉大介        | 20位   | POOL BIT BOYS |
| 3rd | 1998年5月13日  | lunatic treasure   | 作詞：井上秋緒 作曲：浅倉大介 編曲：浅倉大介        | 28位   | POOL BIT BOYS |
| 4th | 1998年10月21日 | Venus Accident     | 作詞：井上秋緒 作曲：浅倉大介 編曲：浅倉大介        | 22位   | POOL BIT BOYS |
| 5th | 1999年3月25日  | EARTH STRIKER      | 作詞：井上秋緒 作曲：浅倉大介 編曲：浅倉大介        | 32位   | WINGBEAT      |
| 6th | 1999年11月17日 | 蒼の軌跡           | 作詞：井上秋緒 作曲：浅倉大介 編曲：浅倉大介&原一博 | 23位   | WINGBEAT      |
| 7th | 1999年12月15日 | CROSS In The Night | 作詞：井上秋緒 作曲：浅倉大介 編曲：浅倉大介        | 36位   | WINGBEAT      |

### アルバム
|     | タイトル      | 発売日         | 最高位 |
| --- | ------------- | -------------- | ------ |
| 1st | POOL BIT BOYS | 1998年12月16日 | 10位   |
| 2nd | WINGBEAT      | 2000年3月8日   | 36位   |
| 3rd | best18/hp     | 2000年11月29日 | 89位   |

## タイアップ
| 楽曲           | タイアップ                                                                        |
| -------------- | --------------------------------------------------------------------------------- |
| SPIRAL         | テレビ東京系「ASAYAN」エンディングテーマ                                          |
| SUNSHINE       | テレビ朝日系ドラマ『スマートモンスターズ』主題歌 ブルボン「アイスミント」CMソング |
| Venus Accident | TBS系ドラマ『あきまへんで!』主題歌                                                |
| EARTH STRIKER  | ブルボン「ワッフルバー」CMソング                                                  |
| 蒼の軌跡       | テレビ朝日系ドラマ『ベストフレンド』主題歌                                        |